# Фурман, Артемий Григорьевич
Артемий Григорьевич Фурман  (1869 — ?) —  крестьянин, член Государственной думы Российской империи I созыва от Волынской губернии.

## Биография
По национальности украинец («малоросс»). Современные источники указывают, что имел среднее образование, по другим сведениям образование было лишь начальным. Служил ветеринарным фельдшером. На момент избрания в Думу в партиях не состоял.. Занимался земледелием.
15 апреля 1906 избран в Государственную думу Российской империи I созыва от общего состава выборщиков Волынского губернского избирательного собрания. По одним сведениям в Думе оставался беспартийным, однако трудовики в своём издании «Работы Первой Государственной Думы» характеризуют политическую позицию Фурмана как «Б. пр.», что означает, что беспартийный Фурман поселился на казённой квартире Ерогина, нанятой на государственные деньги для малоимущих депутатов, специально для их обработки в проправительственном духе, и оставался там до конца работы Думы. В прениях с думской трибуны не участвовал.
Дальнейшая судьба и дата смерти неизвестны.